# Vogtländische Schweiz

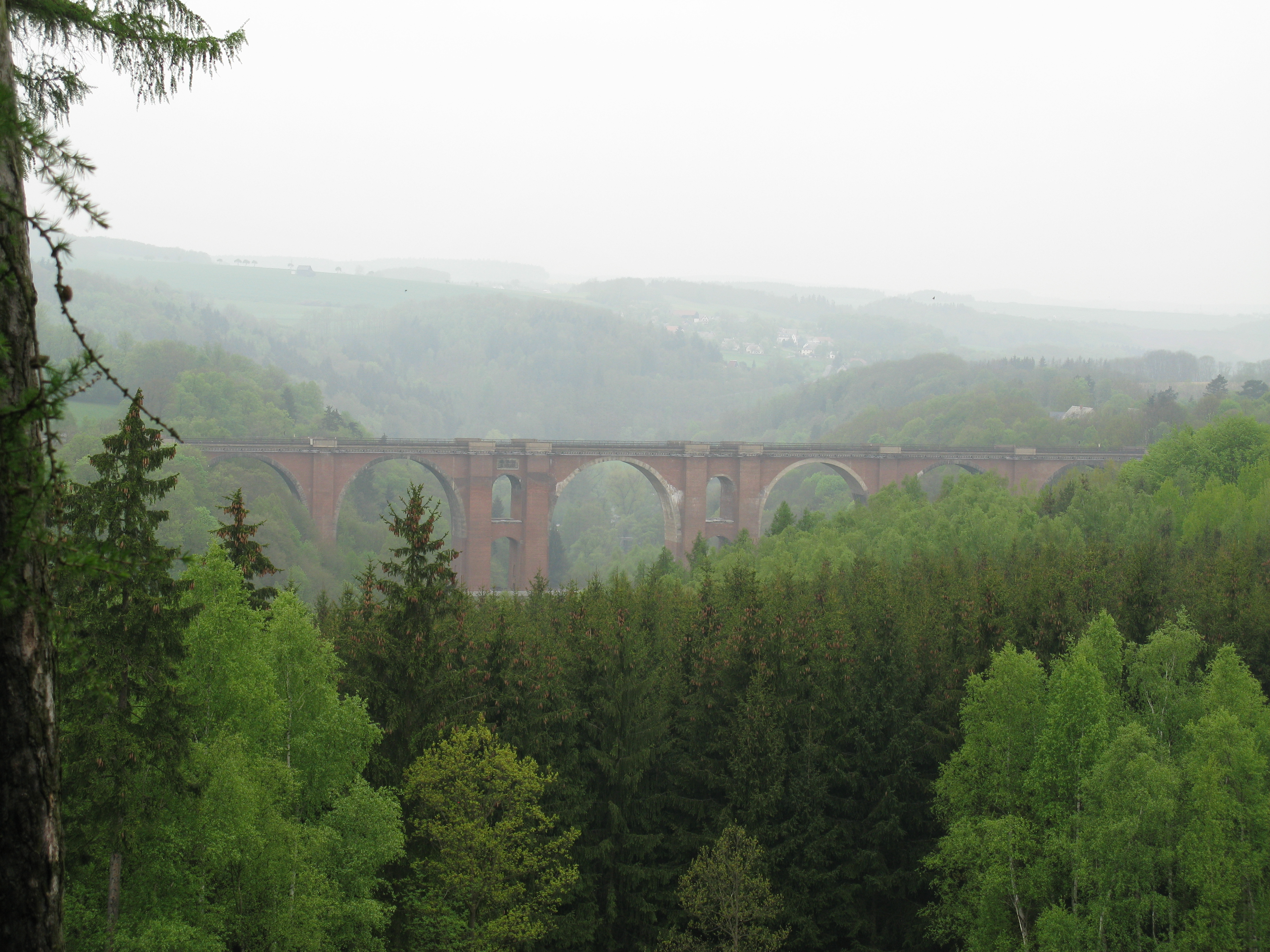
Impression aus der Vogtländischen Schweiz

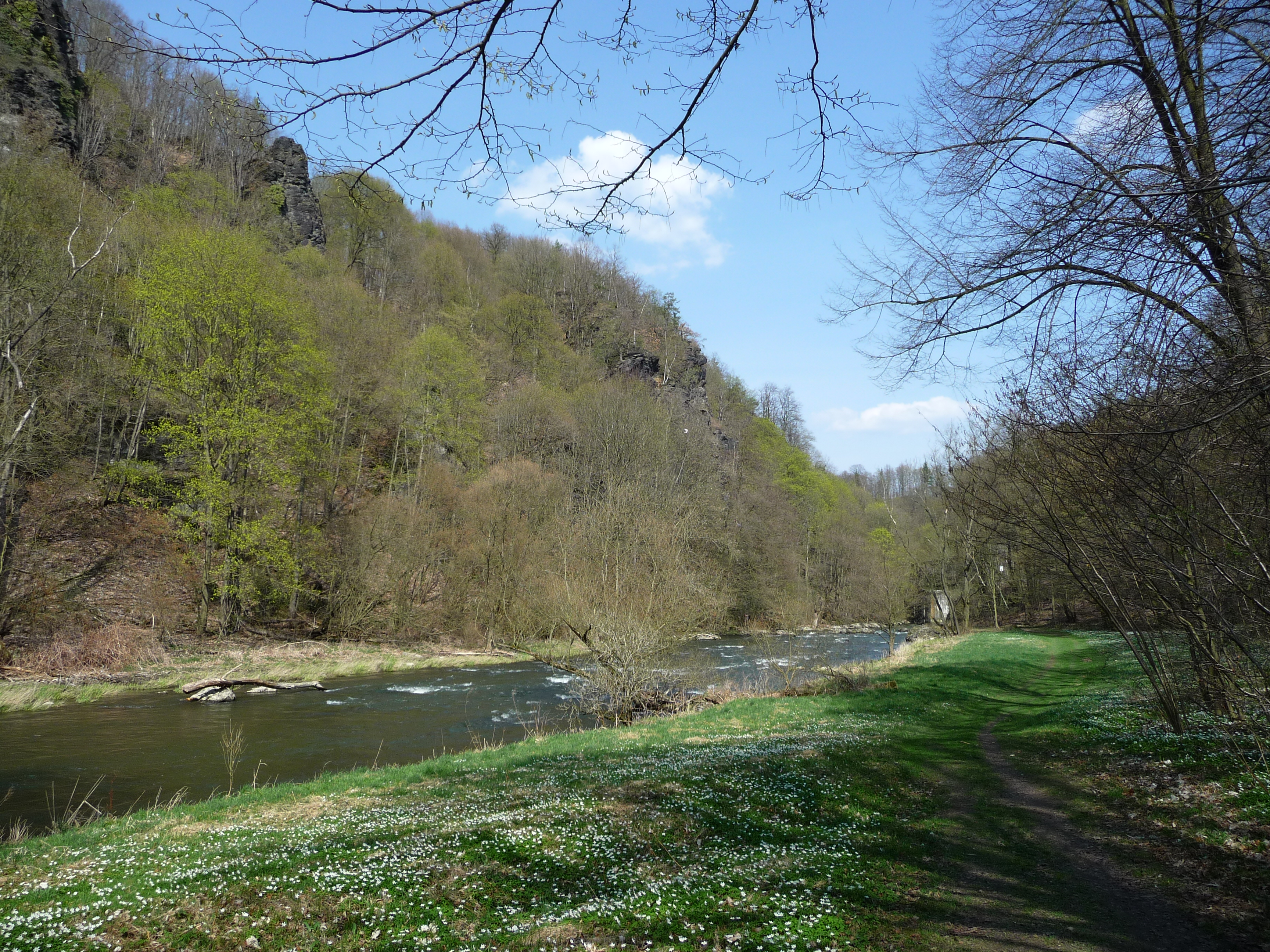
Steinicht im Frühling

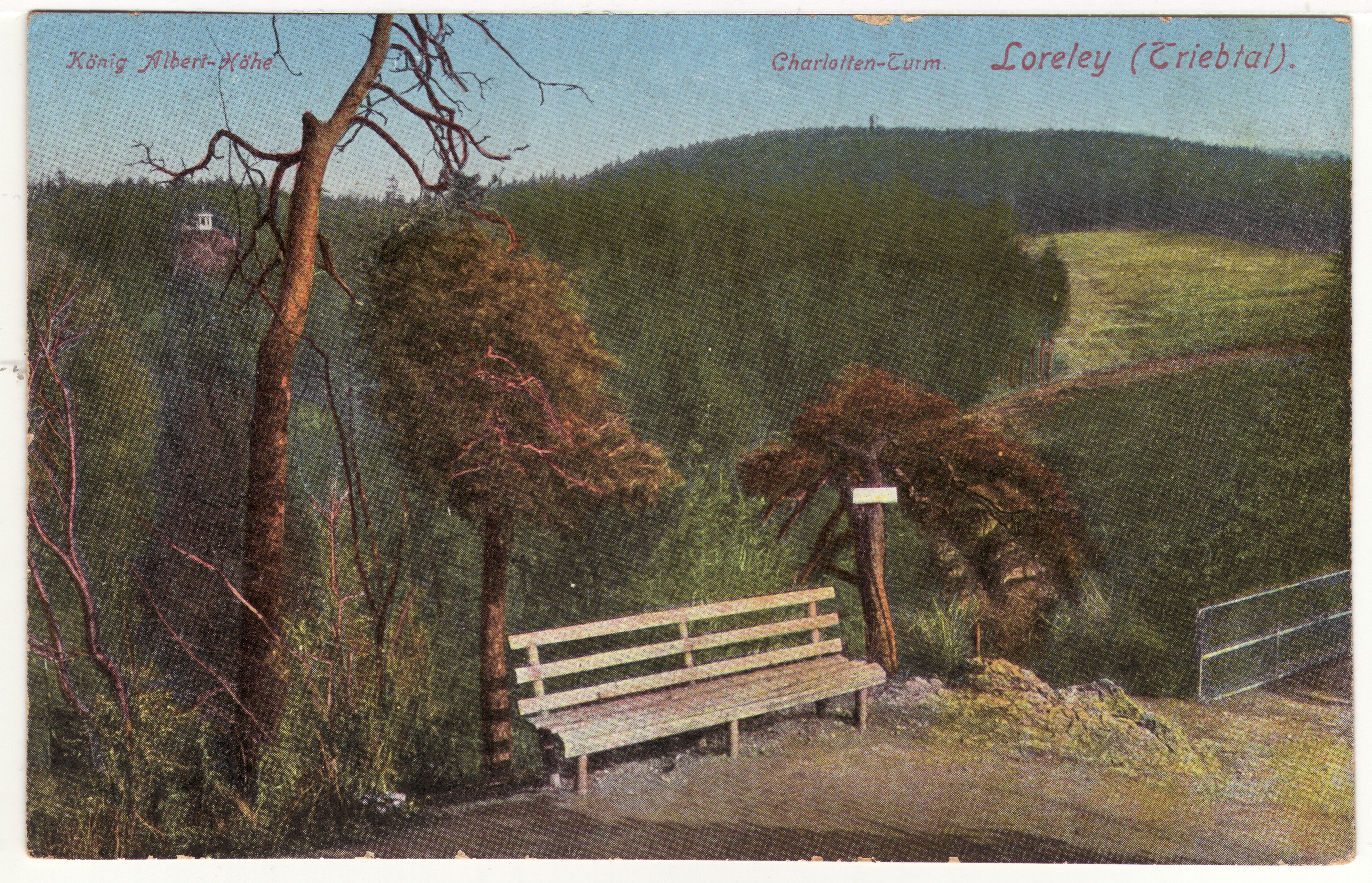
Das Tal der Trieb in einer historischen Ansichtskarte

Vogtländische Schweiz ist die Landschaftsbezeichnung einer Gegend im Vogtland. 

## Geografie
Diese Landschaft befindet sich zwischen den Städten Plauen und Elsterberg, im Bereich der Flussläufe von Weißer Elster und Trieb. Die Bezeichnung Schweiz nimmt Bezug auf den hier vorzufindenden Wechsel zwischen den tief von hohen Felsen eingeschlossenen Flusstälern und auch hügeligen Landschaftsteilen. Die Region ist ein beliebtes Urlaubsziel. Teil dieser Landschaft sind die Landschaftsschutzgebiete Talsperre Pöhl und Kuhberg – Steinicht.
Die aus Diabasen und Diabastuffen bestehenden Felsen prägen die Tallandschaften. Je nach Verwitterungsfortschritt haben sich bizarre Formen herausgebildet. Einige Bereiche waren in der Vergangenheit das Ziel des Gesteinsabbaus, so dass einige Felsenformen auch von Menschenhand beeinflusst wurden. Die Ruine der Burg Liebau ist überwiegend aus dem Diabasgestein der Umgebung errichtet worden.

## Sehenswürdigkeiten (Auswahl)
- Talsperre Pöhl
- Elstertalbrücke (begehbar auf Wanderweg auf unterer Etage)
- Burg Liebau